# Tauber Hafer
Der Taube Hafer (Avena sterilis) ist eine Pflanzenart aus der Gattung der Hafer (Avena) in der Familie der Süßgräser (Poaceae).

## Beschreibung

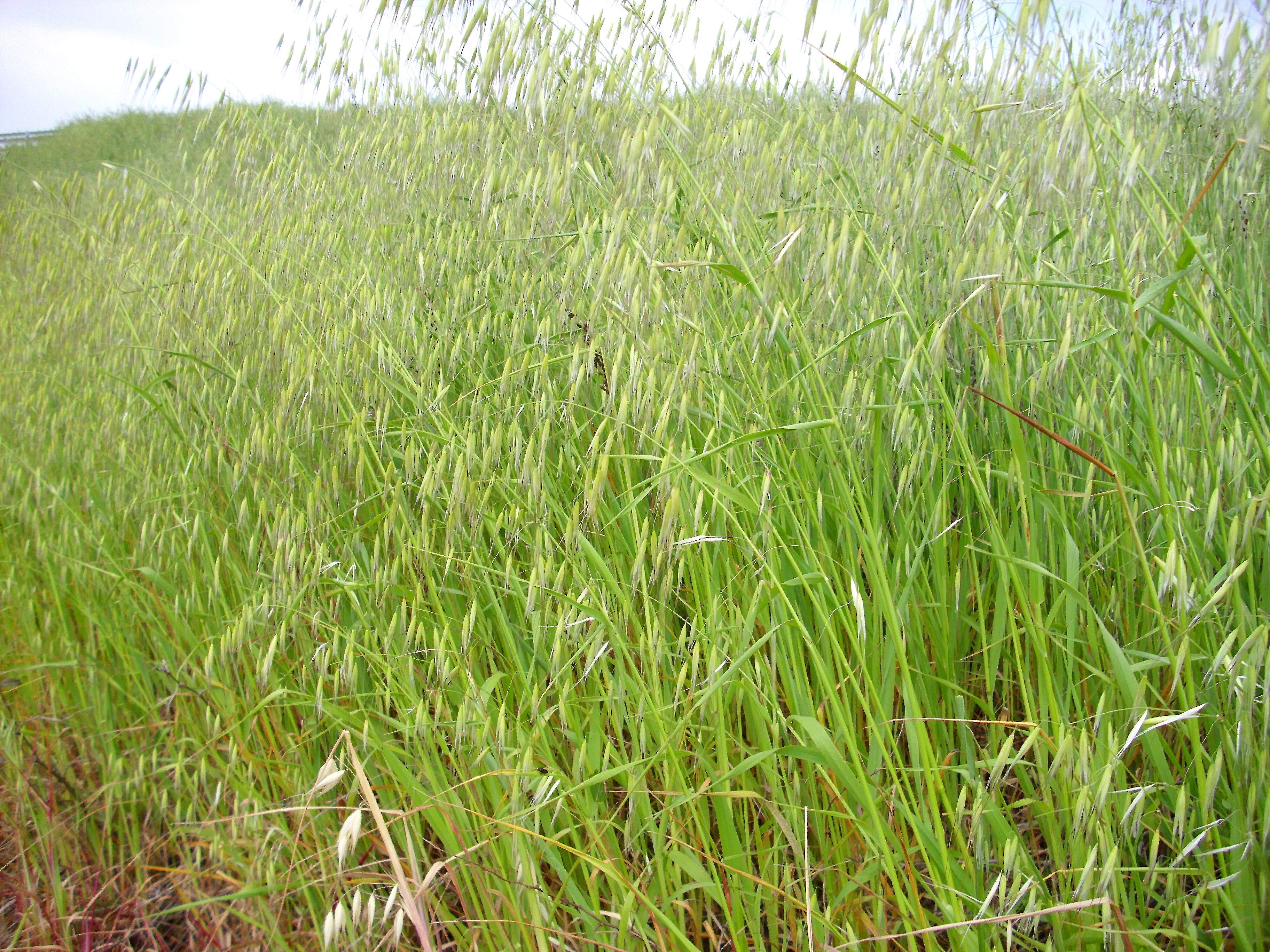
Bestand

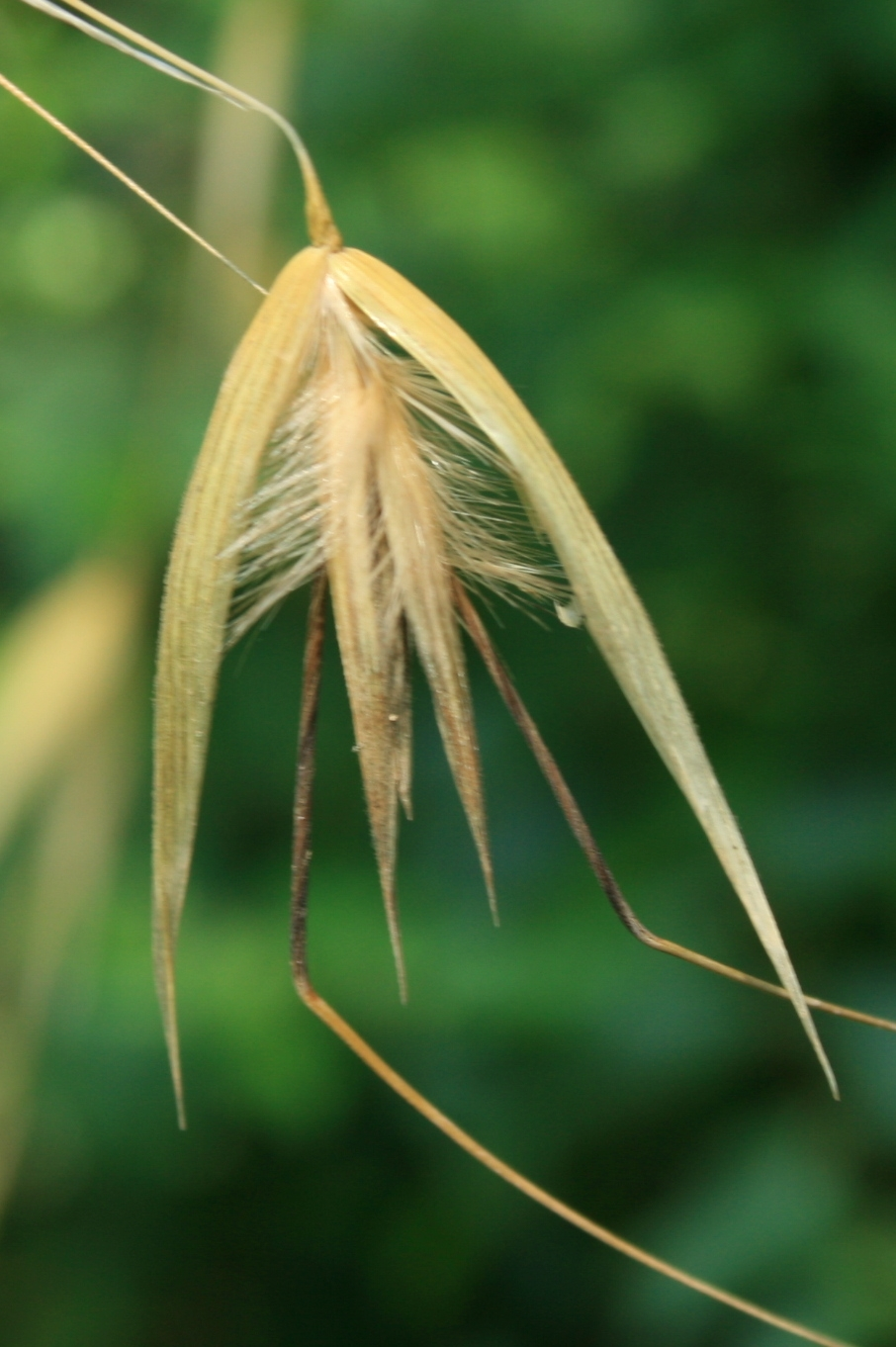
Fruchtendes Ährchen

### Vegetative Merkmale
Der Taube Hafer ist eine einjährige krautige Pflanze, die Wuchshöhen von 20 bis 80, selten bis 160 Zentimetern erreicht. Er wächst in „Büscheln“ oder als einzelner Halm. Die aufrechten Halme sind ziemlich dick, glatt und kahl und in zwei oder drei Knoten gegliedert.
Die wechselständig am Halm angeordneten Laubblätter sind in Blattscheide und -spreite gegliedert. Die Blattscheiden sind kahl oder die unteren etwas behaart. Die Ligula ist ein 2 bis 8 Millimeter breiter häutiger Saum. Die Blattspreiten sind 20 bis 30, selten bis zu 60 Zentimeter lang sowie 4 bis 12 Millimeter breit.

### Generative Merkmale
Die Blütezeit reicht in Mitteleuropa von Juni bis August. Die Keimung erfolgt im Herbst und Winter. Der 8 bis 25 Zentimeter breite rispige Blütenstand enthält locker, ausgebreitet hängenden Ährchen oder ist etwas einseitig. Die Ährchen sind 25 bis 50 Millimeter lang und enthalten zwei bis fünf Blütchen. Die Ährchen zerfallen zur Reifezeit so, dass die Hüllspelzen stehen bleiben, während die Blütchen gemeinsam abfallen. Die Ährchenachse ist zäh und zerfällt nicht. Die Hüllspelzen sind untereinander gleich, sieben- bis elfnervig, 20 bis 50 Millimeter lang, spitz, glatt, kahl, papierartig und haben breite weißlich durchsichtige Ränder. Die Deckspelzen sind 16 bis 40 Millimeter lang, in den unteren zwei Dritteln dicht und lang behaart und zuletzt braun gefärbt.  Sie tragen an der Spitze zwei häutige, 1 bis 2 Millimeter lange Zähne. Zur Reife zerfällt die Ährchenachse nur über der Hüllspelze, sodass die meist zwei Früchte eines Ährchens gemeinsam ausfallen. Die unteren Deckspelzen sind auf dem Rücken über der Mitte begrannt. Die Granne ist 30 bis 90 Millimeter lang und gekniet; die Untergranne ist hobelspanartig gedreht und kurz behaart; die Obergranne ist gerade und rau. Die Vorspelzen sind zweispitzig und 10 bis 18 Millimeter lang. Die Staubbeutel sind 2,5 bis 3,5 Millimeter lang.
Die Frucht ist 7 bis 12 Millimeter lang und überall kurz behaart.
Die Chromosomenzahl beträgt 2n = 42.

## Vorkommen
Der Taube Hafer ist von Makaronesien und vom Mittelmeerraum bis zum westlichen Himalaja und Kenia beheimatet. In Westeuropa ist er eingebürgert und stellt hier ein gefürchtetes Unkraut dar. In Mitteleuropa ist er selten und unbeständig, hier kann er meist nicht erfolgreich überwintern.

## Systematik
Der Taube Hafer ist eine der Stammarten der polyploiden Arten Saat-Hafer (Avena sativa) und Flug-Hafer (Avena fatua).
Innerhalb der Art wird neben der Nominatform drei Unterarten und ein Nothotaxon unterschieden:
- Avena sterilis subsp. atheranthera (C.Presl) H.Scholz: Sie wird von manchen Autoren als Synonym zu Avena barbata Pott ex Link gestellt.[3]
- Ludwigs Tauber Hafer (Avena sterilis subsp. ludoviciana (Durieu) Gillet & Magne; Syn.: Avena persica Steudel), auch Persischer Hafer oder Winterflughafer genannt[5], wird manchmal auch als eigene Art geführt. Sie kommt auf den Kanaren und vom Mittelmeerraum bis Zentralasien und dem westlichen Himalaja vor.[3]
- Avena sterilis nothosubsp. malzevii H.Scholz (= Avena fatua × Avena sterilis subsp. ludoviciana)[6]:
- Eigentlicher Tauber Hafer (Avena sterilis L. subsp. sterilis): Er kommt vom Mittelmeergebiet bis Pakistan und Kenia vor.[3]
- Avena sterilis subsp. trichophylla (K.Koch) Malzev: Sie wird von manchen Autoren als Synonym zu Avena sterilis subsp. ludoviciana gestellt.[3]

## Belege
- Manfred A. Fischer, Karl Oswald, Wolfgang Adler: Exkursionsflora für Österreich, Liechtenstein und Südtirol. 3., verbesserte Auflage. Land Oberösterreich, Biologiezentrum der Oberösterreichischen Landesmuseen, Linz 2008, ISBN 978-3-85474-187-9.